# Уильям, барон Брикин
Уильям де Брикин (англ. William de Brechin; ум. между 1286 и июнем 1291) — шотландский аристократ, барон Брикин с 1244/1245 года, сын Генри из Брикина и Джулианы де Корнхилл. В 1255—1258 был членом Совета регулировать действия короля в интересах Англии. Уильям известен как щедрый благотворитель церкви. Он отреставрировал часовню замка в Линдосе, где построил богадельню или больницу.

## Биография
Уильям происходил из побочной ветви Данкельдской династии. Его отец, Генри из Брикина, был незаконнорожденным сыном шотландского принца Дэвида, графа Хантингдона, младшего брата королей Шотландии Малькольма IV и Вильгельма I Льва. 
Год рождения Уильяма неизвестен. Впервые его имя вместе с именами его отца и матери, Джулианы де Корнхилл, присутствует в хартии, данной между 1227 и 1242 годами аббатству Линдорс, которое основал его дед. В данном документе Генри из Брикина назначил аббатству ежегодную ренту в 20 шиллингов, выбрав аббатство в качестве места погребения для себя и для жены. Последний раз имя отца Уильяма упоминается в 1244 году. 
Впервые в качестве владельца Брикина Уильям упоминается в хартии о дарении аббатству Линдорс, датированной 30 августа 1245 года. Согласно данной хартии Уильям пожаловал аббатству земли в районе церкви Ратмюриэль в восточной части современного округа Кеннетмонта в Абердиншире. Судя по этому сообщению, Уильям также унаследовал некоторые владения в Гариохе, которыми владел его дед, Давид Хантингдонский. Позже Уильям подтвердил дарованную аббатству ежегодную ренту в 20 шиллингов.
Одним из основных мест жительства Уильяма был, судя по всему, замок в Линдорсе, так как он там в начале 1249 года велел организовать богослужение, когда сам в нём нуждался, обязуясь обеспечить капеллану всё необходимое для исполнения им служебных обязанностей. Кроме того, он обязался отреставрировать часовню замка, построенной, вероятно, по просьбе Дэвида Бернхэма, епископа Сент-Эндрюса. Хартия об этом была дана епископом 7 марта 1249 года.
Уильям, судя по всему, принимал участие в государственных делах, хотя его имя не упоминается до смерти короля Александра II. Он был одним из свидетелей хартии молодого короля Александра III, датированной 19 августа 1251 года, и присутствовал в парламенте 20 сентября 1255 года, после чего был назначен членом Совета, который должен был регулировать действия короля в интересах Англии. Этот Совет действовал 3 года, после чего какое-то время имя Уильяма не упоминается в связи с государственными делами. 25 июля 1281 года он присутствовал при заключении брака между шотландской принцессой Маргарет с норвежским королём Эйриком II, а 5 февраля 1285 года поклялся в верности новорожденной принцессе Маргарет Норвежской Деве. Последнее документальное упоминание имя Уильяма относится к 14 октября 1286 года, когда он упоминается в связи с спором за владение Кристианом Маулом какой-то пастбищной землёй и владения Панньюром.
Уильям был известен как щедрый благотворитель церкви. В 1261 году он заключил специальное соглашение с аббатом и монастырём Линдорс, а также основал при часовне в Брикине богадельню или больницу, которой около 1267 года или немного позже передал в собственность землю, на которой она располагалась, а также мельницу в Брикине.
Точный год смерти Уильяма неизвестен. Он упоминается как умерший 10 декабря 1292 года, но вероятно Уильям был мёртв уже в июне 1291 года, поскольку не предъявлял прав на шотландский трон во время династического кризиса, вызванного смертью королевы Шотландии Маргарет Норвежской Девы.
Уильям был женат на Елене, четвёртой дочери Александра Комина, графа Бьюкена, от брака с Элизабет де Квинси. Она пережила мужа и умерла после 24 августа 1302 года, когда передала монахам аббатства Линдорс 2 небольших участка земли, в которых можно было добывать торф для отопления монастыря. Наследовал Уильяму сын Дэвид.

## Брак и дети
Жена: Елена Комин (ум. после 24 августа 1302), дочь Александра Комина, графа Бьюкена и Элизабет де Квинси. Дети:
- Дэвид (ранее 1278 — август 1320), барон Брикин с 1286/1291[2][4].